# Китайская исполинская саламандра

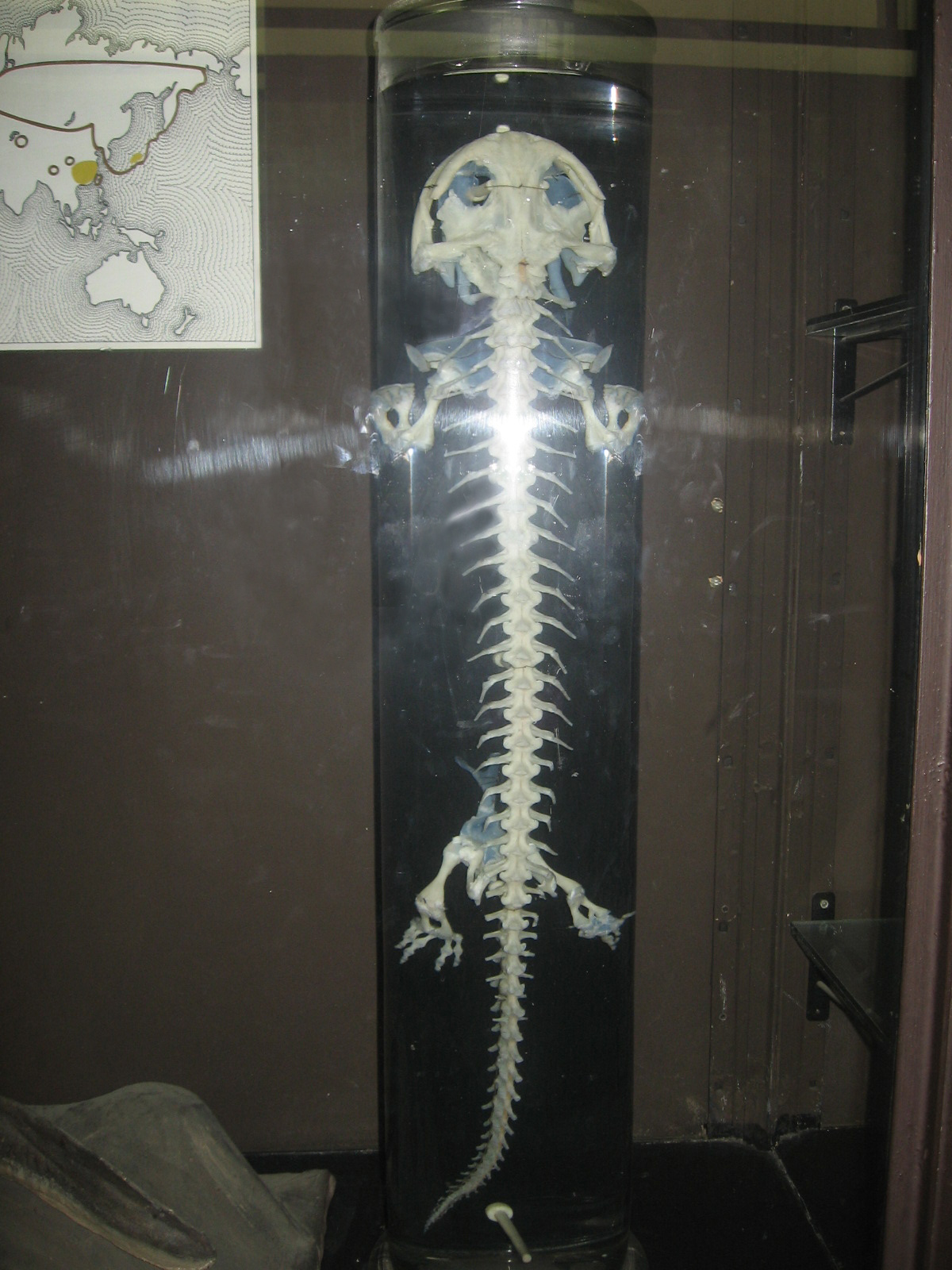
Скелет китайской исполинской саламандры

Китайская исполинская саламандра (лат. Andrias davidianus) — самое крупное современное земноводное.

## Описание

### Внешний вид

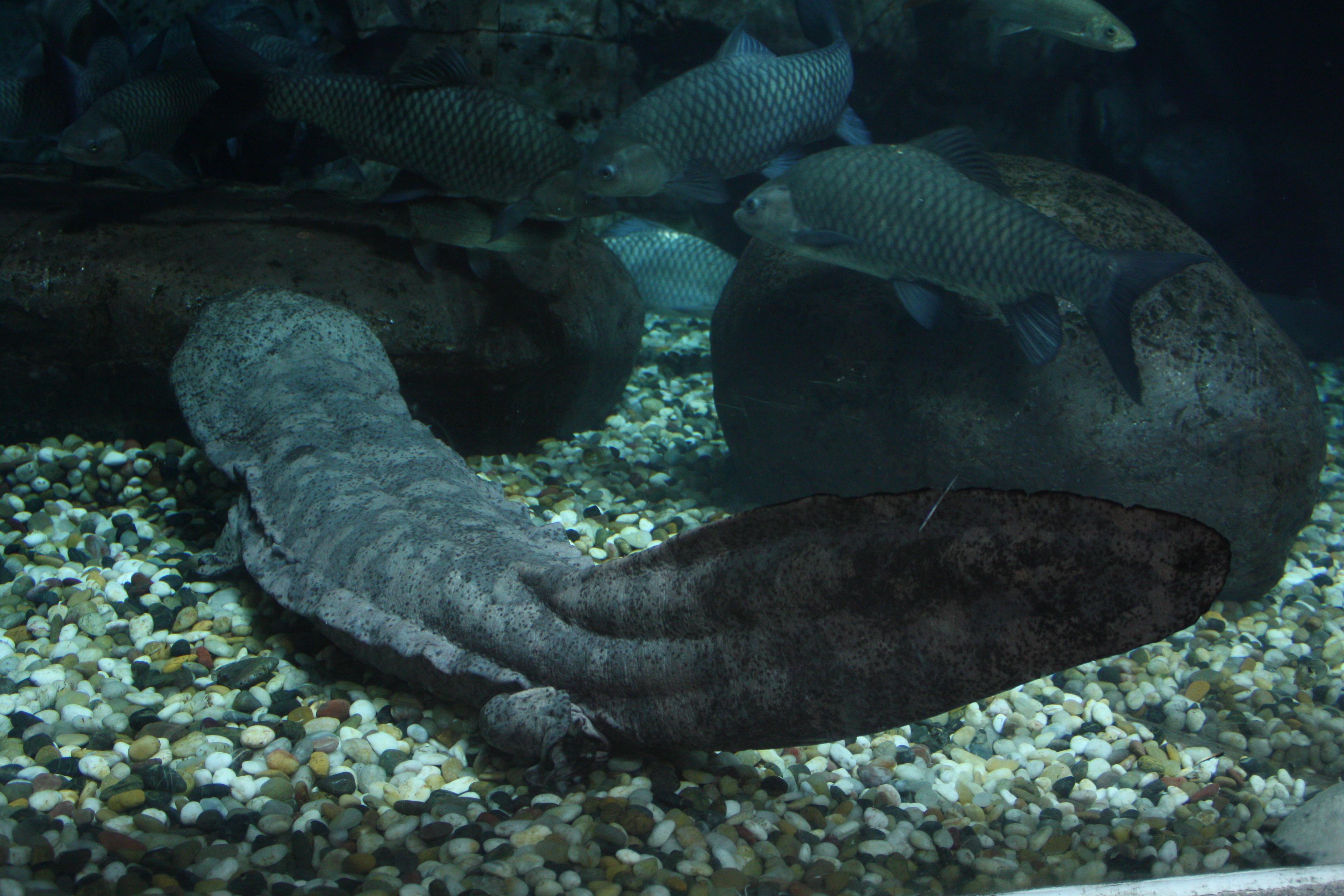
Китайская исполинская саламандра в аквариуме

Длина тела с хвостом до 180 см, масса — до 70 кг. Верхняя сторона тела серо-коричневая, а разница в интенсивности окраски создаёт впечатление пятнистости. Брюшная сторона светло-серая с тёмными пятнами. Туловище и голова широкие, уплощённые. Глаза маленькие, лишены век. На передних конечностях по 3 пальца, на задних — по 5. Кожа бугристая. Хвост короткий и широкий.

### Распространение и среда обитания
Обитает в Восточном Китае от юга провинции Гуанси до севера провинции Шэньси.
Живёт исключительно в чистых и холодных горных водоёмах.

### Питание
Кормится рыбой, земноводными, мелкими млекопитающими, а также ракообразными и другими водными беспозвоночными.

### Размножение и развитие
Самка откладывает двумя шнурами около 500 крупных яиц. Личинки вылупляются через 2—2,5 месяца. Их длина до 30 мм, они обладают хорошо развитыми наружными жабрами. Половая зрелость у китайских исполинских саламандр наступает в 5 лет.

## Китайская исполинская саламандра и человек
Подвергается опасности исчезновения из-за сокращения мест обитания, загрязнения окружающей среды и целенаправленного уничтожения (так как используется в традиционной китайской медицине). Предпринимаются усилия для сохранения этого вида в природе.
С начала 2000-х обнаружилось генетическое расхождение между разными популяциями животных из разных районов Китая. Это навело учёных на мысль, что китайская исполинская саламандра — это не один, а сразу несколько близких видов. Такие виды называют «криптическими» или «скрытыми», когда близкие виды не имеют значимых внешних отличий и могут быть распознаны только генетическим исследованием. Группа учёных из Куньминского зоологического института Китайской академии наук определили минимум пять видов, разделение которых сочетается с географическим положением бассейнов рек, где обитают животные. Это объясняет, почему выпуск на волю искусственно выведенных саламандр не всегда приводил к увеличению популяции в природе: несмотря на возможность межвидового скрещивания, саламандры, видимо, предпочитают всё-таки особей своего вида.